# Marunouchi

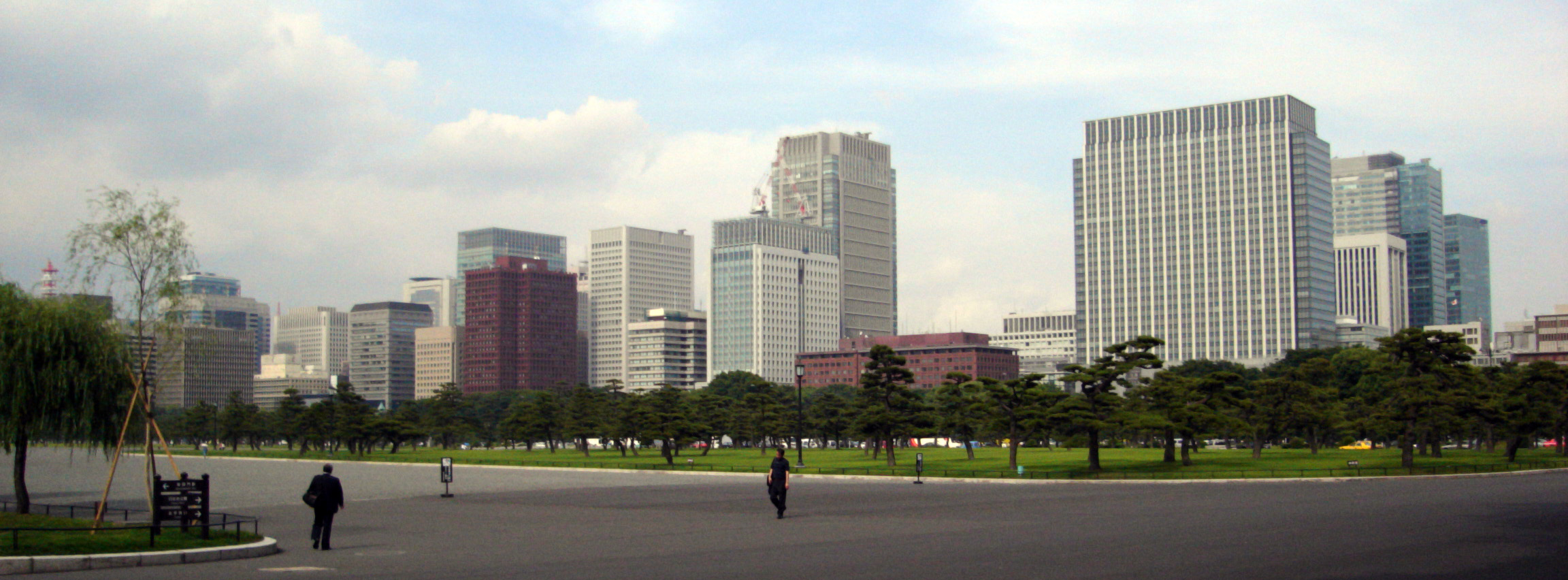
Skyline von Marunouchi, vom Park des Kaiserpalastes aus gesehen

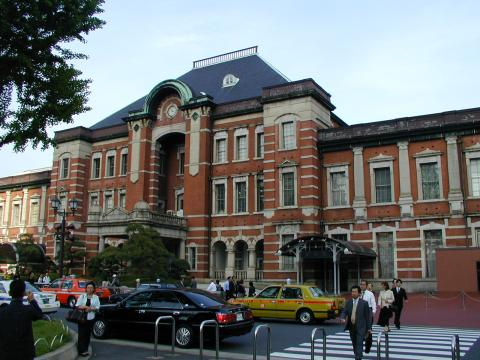
Die Marunouchi-Seite des Tokioter Hauptbahnhofs

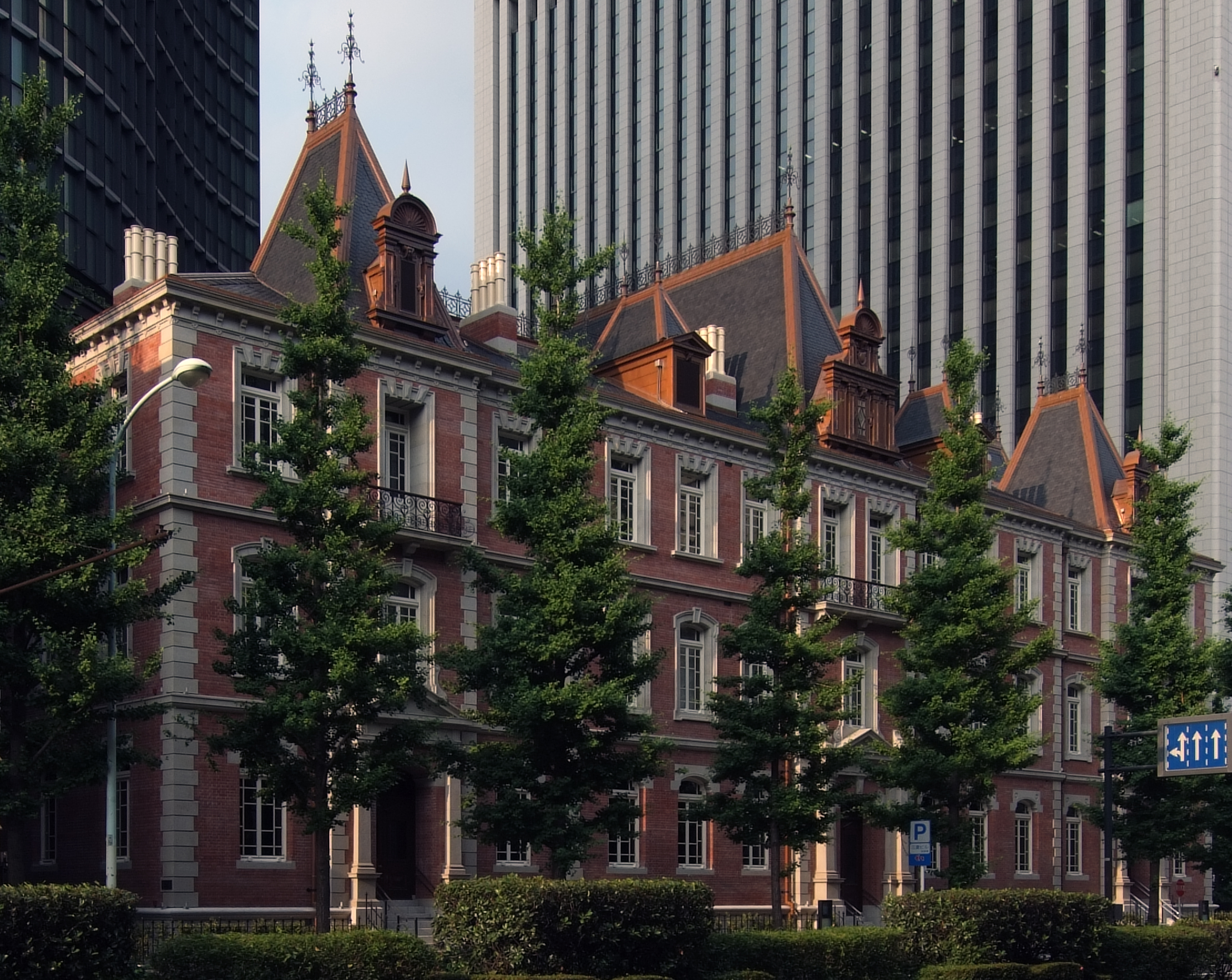
J.Conder: Mitsubishi Bldg. No.1 1868 (Rekonstruktion 2009), heute: Mitsubishi-Ichigokan-Museum

Marunouchi (jap. 丸の内) ist ein Geschäftsviertel im Zentrum der japanischen Hauptstadt Tokio. Es liegt im Bezirk Chiyoda, zwischen dem Bahnhof Tokio und dem Kaiserpalast. Der Name, übersetzt „innerhalb des Kreises“, ist abgeleitet von der Lage innerhalb des äußeren Grabens der damaligen Burg Edo (dem heutigen Kaiserpalast).
Marunouchi ist das Zentrum des japanischen Bankwesens, die Zentralen der drei größten Banken Japans haben hier ihren Sitz. Auch die Zentralen vieler Unternehmen des früheren Mitsubishi-Zaibatsu befinden sich in Marunouchi.
Die Postleitzahl von Marunouchi ist 100-0005, allerdings haben einige Gebäude, teilweise auch einzelne Stockwerke eigene Postleitzahlen. Laut Volkszählung des Jahres 2005 hatte Marunouchi 67 Einwohner, davon fünf Frauen, in 67 Haushalten.

## Geschichte
Bevor Tokugawa Ieyasu seine Residenz 1590 in die Burg von Edo verlegte, war die Gegend unter ihrem früheren Namen Hibiya ein Ausläufer der Bucht von Edo. Als die Burg als neues Machtzentrum Japans ausgebaut wurde, wurde hier ab 1592 schrittweise Neuland gewonnen. Ein zweiter Burggraben wurde geschaffen, und der ehemalige Graben wurde zum inneren Graben. Die Gegend erhielt den Namen Okuruwauchi, und 24 Daimyō, insbesondere Shimpan- und Fudai-Daimyō, errichteten entsprechend der Sankin-kōtai-Regelung hier ihre Residenz in Edo. Die Gegend bekam daher auch den Beinamen daimyō kōji („Daimyo-Gasse“). Hier waren ebenfalls die Residenzen der Nord- und Südmagistrate und der Finanzverwaltung des Shogunats.
Mit Beginn der Meiji-Restauration wurde 1871 der Landbesitz der Daimyō in der jetzt Tokio genannten Stadt von der neuen Zentralregierung annektiert. Zunächst wurde das Gebiet für Kasernen und Paradeplätze der neu gegründeten Kaiserlichen Armee Japans genutzt. 1890 erwarb Iwasaki Yanosuke, jüngerer Bruder und Nachfolgers des Gründers des Mitsubishi-Zaibatsu, Iwasaki Yatarō, das Land für 1,5 Millionen Yen. Die neuen Besitzer errichteten ein Geschäftsviertel im englischen Backstein-Stil, und noch heute ist ein Großteil des Gebietes im Besitz von Mitsubishi Estate.
1894 errichtete die Präfekturverwaltung von Tokio ihren Sitz auf dem Gebiet der Residenz der Daimyō von Kōchi.
1911 wurde hier das „Kaiserliche Theater“ (Teikoku Gekijō) als erstes Theater in westlichem Stil in Japan errichtet. In dem in den 1960er-Jahren neu errichteten Haus  werden vor allem Musicals und Opern aufgeführt und es enthält auch das Idemitsu-Kunstmuseum. 
1914 wurde in Marunouchi der Bahnhof Tokio eröffnet. Heutzutage ist er nach dem Bahnhof Shinjuku der zweitwichtigste Verkehrsknoten in Tokio.
Die 1954 eröffnete Marunouchi-Linie der Eidan (heute Tokyo Metro) ist nach dem Bezirk benannt.
Mit dem Umzug der Präfekturverwaltung nach Shinjuku 1991 wurde auf dem Gebiet des alten Rathauses das Tokyo International Forum errichtet und 1997 eröffnet.
Das 2002 eröffnete Marunouchi Building steht auf dem nach einigen Angaben teuersten Stück Land in ganz Japan, mit einem Wert von 21 Millionen Yen pro Quadratmeter.